# Movimiento Alianza Presidencial (Burkina Faso)
El Movimiento Alianza Presidencial es una organización política de Burkina Faso conformada en 2005 en apoyo a la candidatura presidencial de Blaise Compaoré con la fusión de las colectividades: Alianza para la Defensa de la Democracia y el Progreso (ADDP), la Alianza de las Fuerzas del Progreso (AFC) y el Convenio para la Democracia y la Libertad (CDL).
Ideológicamente se adscribe a una posición conservadora y socialdemócrata. 
Las colectividades que la forman se presentan de manera independiente a las elecciones de la Asamblea Nacional de Burkina Faso, ya que esta alianza es solo con fines presidenciales.